# Oktaaf Keunink
Oktaaf Keunink is een Belgische stripreeks, getekend en geschreven door Marc Sleen.
Oktaaf Keunink liep van 16 november 1952 tot en met 4 april 1965 in Ons Zondagsblad. In Franstalig België verscheen de reeks als Octave Blaireau ("blaireau" is Frans voor das).

## Inhoud
Het is een gagstrip voor volwassenen rond een wat oudere, brave, sullige kantoorbediende die onder de plak ligt van zijn bazige vrouw, Beva. In sommige gags oefent hij tijdelijk een ander beroep uit, maar meestal zien we hem op zijn "bureel" werken. Oktaaf Keunink had ook een vast adres: de Kladderpoelstraat 9 in het fictieve dorp Zwaaigem (allicht een woordspeling op Aaigem of Baaigem).
Veel gags draaien rond zijn pogingen om te gaan kaarten in café Bij Fons, al dan niet met toestemming van zijn vrouw. Ook heeft hij het geregeld aan de stok met zijn struise buurman, Balk (een karikatuur van journalist Jan De Spot). Balks vrouw leek dan weer als twee druppels water op Madam Nero uit de stripreeks Nero.
Oktaaf Keunink is vergelijkbaar met Doris Dobbel in de zin dat het beiden gagstrips zijn waarbij het hoofdpersonage een zeurende vrouw heeft en in de clinch ligt met een buurman die óók op Jan De Spot lijkt. Het verschil is dat de vrouw van Oktaaf Keunink véél baziger is.

## Albums
Van 1959 tot 1961 verschenen bij uitgeverij Het Volk vijf albums met de gags van Oktaaf Keunink, afwisselend gedrukt in bruin en zwart zoals toen gebruikelijk was. De kaften hadden elk een opvallende kleur, zodat in plaats van de titel ook enkel het kleur wordt gebruikt als verwijzing.
- 1. Pijkens is Troef! (blauw) (er bestaan drie versies met binnenin verschillend inktgebruik uit 1959)
- 2. GEEFT GAS! (rood) (twee versies uit 1959)
- 3. Wat een leven! (geel) (1959; herdruk in 1960)
- 4. Bakt ze weer! (groen) (1959; herdruk in 1962)
- 5. Weer in de put! (oranje) (1961; er is geen herdruk gekend)

In 1983 verscheen bij een andere uitgever het album "ZIET HET ZITTEN!". Geen enkel album van Oktaaf Keunink is genummerd, maar verzamelaars noemen dit het 6de album.
In de Collectie Fenix verscheen dan om de twee jaar een volgend album met gags die nog niet eerder in een album voorkwamen; met covers door Dirk Stallaert:
- 7. Vecht terug! (2002)
- 8. Doet het zelf! (2004)
- 9. speelt vals! (2006)
- 10. ligt in de knoop! (2008)
- 11. heeft het warm! (2010)

Die Fenix-albums bevatten achteraan nog achtergrondverhalen over het ontstaan van de oude en de nieuwe reeksen.
Er bestaan dan nog andere albums, echter met gags die al eerder in een ander album werden gepubliceerd:
- één album zonder titel uit 1981 (de kaft is dezelfde als van album "3" (ook het kleur), maar er staat enkel "Oktaaf Keunink" op, wat ook op alle andere albums staat)
- een reeks van vier uit 1985, opnieuw door uitgeverij Het Volk, met twee oude en twee nieuwe titels, maar allemaal met nieuwe covers (door Marc Sleen):
- WAT EEN LEVEN! (het hernemen van de oude titel was terecht: alle gags waren al eerder gepubliceerd in albums; de meeste in het oude album "3" met die naam. Het was wel logischer geweest indien die heruitgave ook het kleur geel van het oude album had overgenomen, in plaats van een blauwe kaft te krijgen.)
- BAKT ZE WEER (idem, maar dan voor album "4". Hier was de kaft wel in dezelfde kleur als het oude album: groen.)
- LAAT ZICH niet DOEN (in dit album verschenen enkel gags die Het Volk nog niet eerder had uitgegeven; een geheel nieuwe titel was daarom een terechte keuze. Het kleur donkergeel voor de kaft was dat echter niet.)
- ONDER DE SLOF (deze nieuwe titel wekte de verwachting dat er ook enkel 'nieuwe' gags zouden in voorkomen. Het was echter een volledige heruitgave, met album "2" als hoofdbron. De kleur rood voor de kaft verwees wel naar het oude album "2"; de nieuwe titel was echter niet op zijn plaats.)

- een reeks van 2 luxe-uitgaven uit 1995 met een zéér kleine oplage, die als "titel" dragen:
- Oktaaf Keunink 1953-1957
- Oktaaf Keunink 1957-1959.

Al deze albums zijn door vijf verschillende uitgevers uitgebracht, die echter wel steeds het oorspronkelijke oblongformaat trouw moesten blijven (de bladzijden zijn breder dan hoog).

## Trivia
- Op de kaften en de titelpagina's van de eerste vijf albums staat telkens "Oktaaf Keunink" vermeld, maar in het openingsplaatje van elke gag staat onder de tekening van zijn hoofd telkens "Octaaf Keunink".
- Sleen vergiste zich tussen zijn eigen reeksen in gag nr. 50. Oktaaf wordt er aangesproken door een man met de begroeting "Tevreden dat ik u zie Doris".
- Er bestaat onzekerheid over wat de juiste titels zijn: de ene keer zou men "Oktaaf Keunink" moeten meenemen in de titel (om aan een volwaardige zin te komen), de andere keer is dat niet nodig of niet mogelijk. Zelfs binnen die eerste groep staat het werkwoord soms wel en soms niet met een hoofdletter.
- Op de cover van het eerste album ('59) staat een tekening uit een gag die niet voorkomt in dat album, noch in de volgende vier albums van die eerste reeks. Hetzelfde doet zich voor met het vijfde album ('61). Het heeft geduurd tot 2002 voor de gags, waar de tekening naar verwees, werden gepubliceerd in een album.
- Oktaaf Keunink had ook af en toe een cameo in Nero, onder meer in De Krabbekokers (1963).
- Toen Herman De Coninck en Piet Piryns in 1971 Marc Sleen interviewden voor het blad Humo signeerden ze hun artikel met de pseudoniemen "Herman De Keunink" en "Piet Fluwijns", als knipoog naar Oktaaf Keunink en De Avonturen van Piet Fluwijn en Bolleke.
- De vijf Fenix-kaften van Dirk Stallaert volgen zeer getrouw het model van de eerste reeks: Oktaafs naam staat bovenaan, links uitgelijnd en half in de tekening. De titels staan ook half in de tekening; onderaan; rechts uitgelijnd en eindigen allen op een uitroepteken. Elk album heeft ook een gesloten rand in een eigen kleur, zonder die van de eerste reeks te hergebruiken. Ook de achterkanten zijn geïnspireerd op die van de eerste reeks.